# Boston Marathon 1973
De Boston Marathon 1973 werd gelopen op maandag 16 april 1973. Het was de 77e editie van de Boston Marathon.De Amerikaan Jon Anderson kwam als eerste over de streep in 2:16.03. De Amerikaanse Jennifer Taylor won bij de vrouwen in 3:16.30.
In totaal finishten er 1394 marathonlopers, waarvan 1388 mannen en 6 vrouwen.

## Uitslagen

### Mannen
| rang   | naam              | land | tijd    |
| ------ | ----------------- | ---- | ------- |
| Goud   | Jon Anderson      | USA  | 2:16.03 |
| Zilver | Tom Fleming       | USA  | 2:17.46 |
| Brons  | Olavi Suomalainen | FIN  | 2:18.21 |
| 4      | Bernard Plain     | WAL  | 2:21.01 |
| 5      | Jeff Galloway     | USA  | 2:21.27 |
| 6      | Dennis Spencer    | USA  | 2:22.31 |
| 7-8    | Paavo Leiviskä    | FIN  | 2:23.57 |
| 7-8    | Robert Moore      | CAN  | 2:23.57 |
| 9      | John Vitale       | USA  | 2:24.06 |
| 10     | Ron Daws          | USA  | 2:24.09 |

### Vrouwen
| rang   | naam               | land | tijd      |
| ------ | ------------------ | ---- | --------- |
| Goud   | Jacqueline Hansen  | USA  | 3:05.59,2 |
| Zilver | Nina Kuscsik       | USA  | 3:06.29,6 |
| Brons  | Jennifer Taylor    | USA  | 3:16.30   |
| 4      | Kathrine Switzer   | USA  | 3:20.30   |
| 5      | Sara Mae Berman    | USA  | 3:30.05   |
| 6      | Gerda Reinke       | GER  | 3:30.20   |
| 7      | Sigrid Hadon       | USA  | 3:30.40   |
| 8      | Merry Cushing      | USA  | 3:36.06   |
| 9      | Valerie Rogosheske | USA  | 3:51.12   |
| 10     | Diane Fournier     | USA  | 4:13.28   |

1897 ·
1898 ·
1899 ·
1900 ·
1901 ·
1902 ·
1903 ·
1904 ·
1905 ·
1906 ·
1907 ·
1908 ·
1909 ·
1910 ·
1911 ·
1912 ·
1913 ·
1914 ·
1915 ·
1916 ·
1917 ·
1918 ·
1919 ·
1920 ·
1921 ·
1922 ·
1923 ·
1924 ·
1925 ·
1926 ·
1927 ·
1928 ·
1929 ·
1930 ·
1931 ·
1932 ·
1933 ·
1934 ·
1935 ·
1936 ·
1937 ·
1938 ·
1939 ·
1940 ·
1941 ·
1942 ·
1943 ·
1944 ·
1945 ·
1946 ·
1947 ·
1948 ·
1949 ·
1950 ·
1951 ·
1952 ·
1953 ·
1954 ·
1955 ·
1956 ·
1957 ·
1958 ·
1959 ·
1960 ·
1961 ·
1962 ·
1963 ·
1964 ·
1965 ·
1966 ·
1967 ·
1968 ·
1969 ·
1970 ·
1971 ·
1972 ·
1973 ·
1974 ·
1975 ·
1976 ·
1977 ·
1978 ·
1979 ·
1980 ·
1981 ·
1982 ·
1983 ·
1984 ·
1985 ·
1986 ·
1987 ·
1988 ·
1989 ·
1990 ·
1991 ·
1992 ·
1993 ·
1994 ·
1995 ·
1996 ·
1997 ·
1998 ·
1999 ·
2000 ·
2001 ·
2002 ·
2003 ·
2004 ·
2005 ·
2006 ·
2007 ·
2008 ·
2009 ·
2010 ·
2011 ·
2012 ·
2013 ·
2014 ·
2015 ·
2016 ·
2017 ·
2018 ·
2019 ·
2020 ·
2021 ·
2022